# Textilmuseet i Borås
Textilmuseet i Borås är ett museum med inriktning på mode, design, konst, industri och innovativ textil. Museet utvecklar det textila arvet och varje år presenteras utställningar, program och visningar för både allmänhet och skola. Textilmuseet ligger på Skaraborgsvägen 3A i Borås. 
Textilmuseet drivs av Borås Stad. Museet ingår också i textil- och modearenan Textile Fashion Center, där tre parter samverkar: Borås Stad, Högskolan i Borås och det samlade näringslivet i Boråsregionen.
År 2000 tilldelades museet utmärkelsen Årets museum.

## Historik
Textilmuseet i Borås startade 1972 (under textilkrisen) i Svenskt konstsilkes gamla lokaler. Till en början kallades institutionen för Tekomuseet.

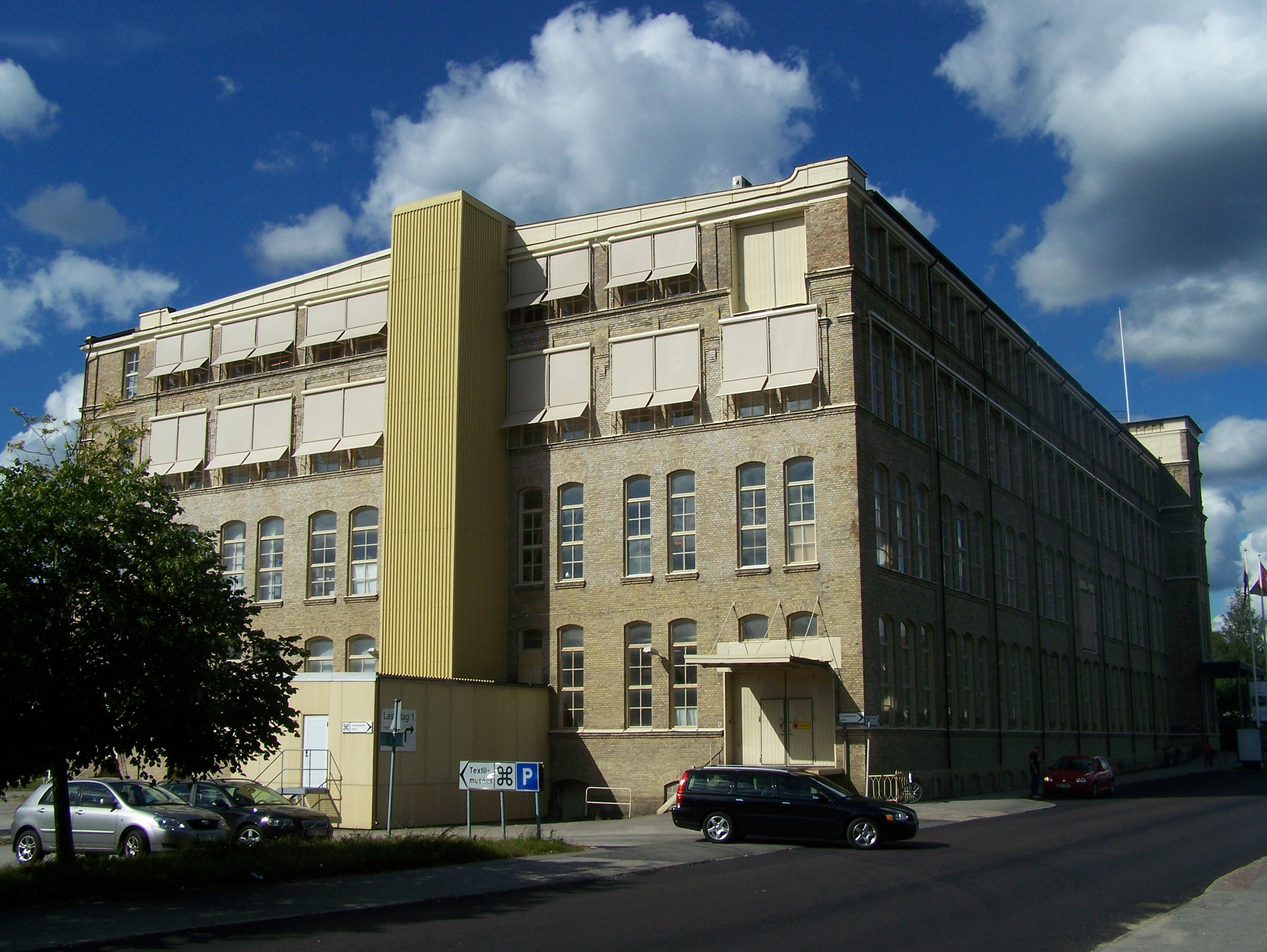
Museets lokal 1992–2012.

År 1992 flyttade verksamheten till en industribyggnad från 1898, Åkerlunds bomullsspinneri, i centrala Borås.(57°42′56″N 12°56′19″Ö / 57.71556°N 12.93861°Ö) I september 2012 stängdes museet, efter att Borås kommun två år tidigare, tillsammans med högskolan och det lokala näringslivet, bestämt sig för att samla Borås textila verksamheter i samma byggnad.
I maj 2014 återinvigdes museet i nya lokaler i kvarteret Simonsland, åter i Svenskt Konstsilkes gamla lokaler.
2016 vann basutställningen Textil Kraft utmärkelsen Årets Utställning, som delas ut av Forum för utställare. 2018 och 2019 visades en utställning om Cristóbal Balenciaga. Det var första gången en utställning från Victoria and Albert Museum visades i Sverige. 2019 och 2020 visades en utställning om Versace.

## Verksamhet
Textilmuseet är inriktat på textil i alla dess former och har en av Europas största samlingar av textilmaskiner som fortfarande är i drift. Det visar framväxten av svensk textilindustri med spinneri och garntillverkning, vävning av tyger och trikåstickning. Fokus ligger på en teknikhistorisk utveckling och på arbetarhistoria.